# 예외적 승인
예외적 승인은 행정법상 개념으로 사회적으로 유해하거나 바람직하지 않은 것이 법령상 원칙적으로 금지되어 있으나, 예외적인 경우에 이러한 금지를 해제하여 당해 행위를 적법하게 할 수 있게 해주는 행위를 말한다. 예외적 허가라고도 한다. 예외적 승인의 법적 성질이 특허는 아니고 본질적으로 허가이다.

## 사례
1. 사행행위 영업허가
2. 치료목적의 아편사용허가
3. 개발제한구역 내의 건축허가나 용도변경(대판 2001.2.9. 98두17593)
4. 학교환경위생정화구역 내의 유흥음식점허가